# 公平贸易城镇

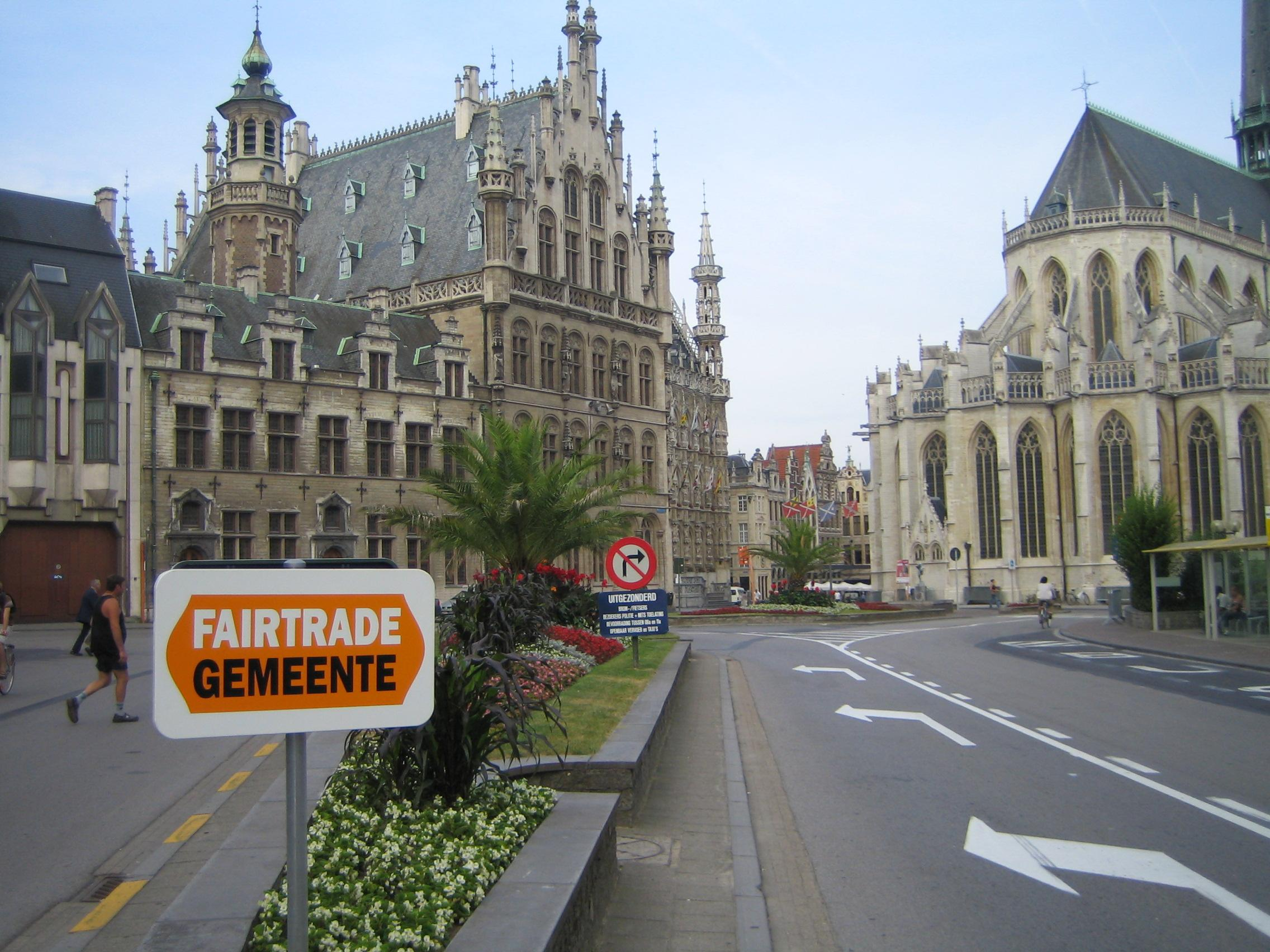
一塊在比利時魯汶街道上的標示牌，標幟了這個城市的「公平贸易城镇」地位

公平贸易城镇是由被认可的公平贸易认证组织授予的一个地位（这些组织包括英国的公平贸易基金会和加拿大的TransFair Canada），以表扬致力于推广公平贸易认证商品的地区。认证组织也会授予“公平贸易城市”、“公平贸易乡村”、“公平贸易区域”、“公平贸易行政区”、“公平贸易岛屿”、“公平质易县”和“公平贸易大学”等地位。

## 历史
2001年，在一位乐施会支持者布鲁斯·克劳瑟的倡议下，公平贸易城镇运动在英国兰开夏郡加斯唐展开，其目的是在城内推广公平贸易认证商品。运动非常成功：在几个月内，该城对公平贸易标章的认知率跃升至70%，公平贸易认证商品的销售情况也大幅改善。此外，运动举行期间，加斯唐与非洲西部的一些公平贸易可可种植社群建立了联系，后来该城更与加纳的新科福里杜亚发展成姐妹城市。
隨着加斯唐的公平貿易活动更广泛地流传各地，公平贸易基金会制定了一套“公平贸易城镇目标”和一份行动指南，鼓励其他人参与。2001年至2006年期间，超过209个英国城镇被公平贸易基金会授予公平贸易城镇的地位。
一项由欧洲委员会部分资助的全欧洲的计划“欧洲公平贸易城镇”由几个公平贸易标签组织联手展开，以仿效公平贸易基金会的公平贸易城镇计划。
2006年11月，首届欧洲公平贸易城镇会议在伦敦南岸大学举行，会议目的是：
- 确认和建立程序以强化地区社群与私营和公营机构的联系；
- 建立使英国公平贸易城镇的模式适用于世界各国的策略。

现在比利时、加拿大、法国、爱尔兰、意大利、挪威、瑞典、英国和美国都有公平贸易城镇。

## 准则
一套正式指引已由几个国际公平贸易标签组织的成员制定。要获得公平贸易城镇的地位，一个地区須符合以下五项准则：
1. 地区议会要通过决议支持公平贸易，并同意在議會開會時及在其办公室和餐厅供应公平贸易茶和咖啡；
2. 一系列的公平贸易商品（至少两种）在该地区的零售商店和咖啡室或食肆容易买到；
  - 零售目标：人口少于10,000－每2500件商品销售一件公平贸易商品；人口少于200,000－每5000件商品销售一件公平贸易商品；人口少于500,000－每10,000件商品销售一件公平贸易商品。
  - 餐饮销售目标：人口少于10,000－每5000件商品销售一件公平贸易商品；人口少于200,000－每10,000件商品销售一件公平贸易商品；人口少于500,000－每20,000件商品销售一件公平贸易商品。
3. 公平贸易商品被一些办公地点和社区组织使用；
4. 吸引媒体報道相關活動和爭取公众的支持；
5. 成立一个推动公平贸易的组织，作为对公平贸易城镇地位的承担。

## 其它倡導者

### 公平貿易國家
在2002年的威爾斯公平貿易論壇上，一些非政府組織及公平貿易運動人士開始努力將威爾斯打造為一個公平貿易國家。這個想法乃是根源於英國的公平貿易基金會推行的公平貿易城鎮計劃。2005年威爾斯國民議會同意支持公平貿易計劃，而2006年威爾斯和蘇格蘭的公平貿易團體也贊同了上述的公平貿易國家的準則。
在威爾斯和蘇格蘭，各項工作陸續進行，包括促使公平貿易商品在市面上廣泛流通、提升公共意識及在各地成立積極的公平貿易行動團體。詳細內容請見Fairtradewales.com （页面存档备份，存于）。
公平貿易國家準則的草案如下： （页面存档备份，存于）

- 75%的人口每年會購買一件公平貿易商品。
- 40%的人口經常購買公平貿易商品。
- 所有地方政府均設有活躍的公平貿易小組，使地區得以符合公平貿易的準則。
- 55%的地方政府地區符合公平貿易準則，而地區數目每年增長10%